# Сигарёв, Андрей Михайлович
Андре́й Миха́йлович Сигарёв (род. 10 марта 1993, Хабаровск) — российский хоккеист, крайний нападающий. Бронзовый призёр молодёжного чемпионата мира (2013). Серебряный призёр чемпионата Украины сезона 2019/2020.

## Карьера
Родился в Хабаровске, где его отец, Михаил Сигарёв, играл за СКА. Начал заниматься хоккеем в возрасте 5 лет в Прокопьевске, куда переехала семья в связи со сменой команды отца. Сигарёв сразу был определён тренерами в нападение. Позже родители переехали в Кемерово, а затем нападающий продолжил юношескую карьеру в школе магнитогорского «Металлурга». С 2008 года начал играть в системе клуба Континентальной хоккейной лиги «Лада». В сезоне 2008/09 Сигарёв сыграл три матча за «Ладу-2» в Первой лиге, отметившись одной заброшенной шайбой. В следующем сезоне 16-летний нападающий начал выступать за новую команду «Ладья» в первом чемпионате Молодёжной хоккейной лиги. Он сразу стал демонстрировать результативную игру, набрав 18 (12+6) результативных баллов в 26-и матчах. В январе 2010 года перешёл из тольяттинской команды в систему клуба КХЛ «Сибирь», где завершал сезон в молодёжной команде «Сибирские Снайперы». Летом 2010 года ему предстояло участвовать на драфте КХЛ. Обладавшая правом выбора первого номера «Сибирь» не стала использовать его под Сигарёва, предпочтя чеха Дмитрия Яшкина. Новосибирский клуб в итоге защитил права на Сигарёва на драфте, выбрав его под общим 92-м номером. «Сибирь» предложила нападающему 5-летний контракт, но Сигарёва не устроили финансовые условия, и он решил продолжить карьеру в Северной Америке.

## Личная жизнь
Женат на хоккеистке Евгении Дюпиной.

## Статистика
| Легенда | Легенда                    | Легенда | Легенда                   | Легенда | Легенда    |
| ------- | -------------------------- | ------- | ------------------------- | ------- | ---------- |
| И       | Количество проведённых игр | Штр     | Штрафное время            | +/−     | Плюс-минус |
| Г       | Голы                       | П       | Голевые передачи          | О       | Очки       |
| -       | Статистика неизвестна      | —       | Статистика не учитывалась |         |            |

## Достижения

### Командные
| Год  | Команда       | Достижение                                   | Достижение |
| ---- | ------------- | -------------------------------------------- | ---------- |
| 2012 | Дизель        | Бронзовый призёр ВХЛ                         |            |
| 2013 | Россия (мол.) | Бронзовый призёр молодёжного чемпионата мира |            |
| 2013 | СКА           | Бронзовый призёр чемпионата России / КХЛ     |            |
| 2020 | Донбасс       | Серебряный призёр чемпионата Украины         |            |